# 江戸日本橋
「江戸日本橋」（えどにほんばし）は、葛飾北斎の名所浮世絵揃物『冨嶽三十六景』全46図中の1図。落款は「前北斎為一筆」とある。

## 概要
本作品の画題となっている日本橋とは東京都中央区の日本橋川に架かる日本橋を指しており、江戸時代においては交通の要衝として賑わいを見せた地域である。東海道、中山道、日光街道、奥州街道、甲州街道という五街道の起点となっていた他、高札の掲示場や罪人の晒場、魚市場なども密集していたことなどもあり、江戸市中随一の名所とも謳われた。

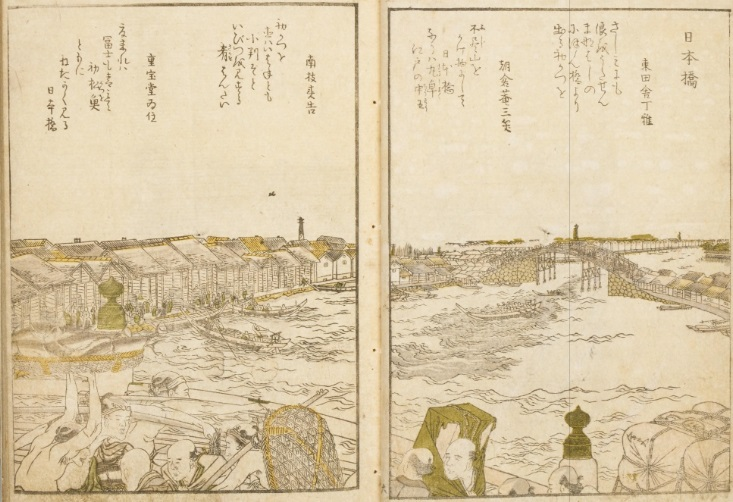
『東都名所一覧』「日本橋」

本図は日本橋の橋上から西側の日本橋川上流を眺める構図で描かれており、特徴的な擬宝珠を持った日本橋の雑踏を画面下に配置し、川岸に立ち並ぶ蔵と遠方に見える一石橋、江戸城、富士山を透視図法で表現している。透視図法については「三ツワリの法」として『北斎漫画』三編で解説している他、『冨嶽三十六景』「深川万年橋下」でも取り入れている北斎が好んで使用した洋風表現であるが、遠近法という洋画表現を取り入れる一方で一石橋より遠方は雲霞を用いて日本古来の画法によって表現しており、和洋両面の特徴が融合した作品となっている。
また元来、日本橋を画題選定した際は江戸の繁栄を象徴するその雑踏を中心的に描くことが定番とされていたが、北斎はそれを画面下に追いやることで構図における常識からの脱却を図っている。この構図は1800年（寛政12年）に刊行した『東都名所一覧』の「日本橋」において既に試みられており、北斎が浮世絵の構図において定番や常識から逸脱し、奇抜性や新規性を重要視していた一例となっている。